# Powiat Rypiński
Der Powiat Rypiński ist ein Powiat (Kreis) in der polnischen Woiwodschaft Kujawien-Pommern. Er befindet sich ca. 50 km östlich von Toruń. Auf einer Fläche von 587,08 km² leben 44.000 Einwohner.

## Geschichte
Der Powiat besteht in der heutigen Form seit 1999. Bis 1975 gab es einen gleichnamigen Landkreis. Von 1815 bis 1918 war er Teil Kongresspolens bzw. Russisch Polens. Von 1919 bis 31. März 1938 gehörte der Powiat zur damaligen Woiwodschaft Warschau und kam im Zuge einer Gebietsreform am 1. April 1938 an die damalige Woiwodschaft Großpommerellen. 1939 bis 1945 war das Gebiet als Landkreis Rippin (Westpr.) Teil des Reichsgaues Danzig-Westpreußen, Regierungsbezirk Marienwerder.

## Gemeinden
Zum Powiat Rypiński gehören sechs Gemeinden, davon eine Stadtgemeinde und fünf Landgemeinden.

### Stadtgemeinde
- Rypin (Rypin)

### Landgemeinden
- Brzuze
- Rogowo
- Rypin
- Skrwilno
- Wąpielsk